# Чичуров, Игорь Сергеевич
И́горь Серге́евич Чичу́ров (2 июня 1946 года, Москва, СССР — 4 июля 2008 года, Подмосковье, Россия) — советский и российский историк-византинист, специалист в области истории византийской литературы, общественно-политической мысли, русско-византийских отношений, истории Церкви. Доктор исторических наук, профессор.

## Биография
Родился в семье потомственных военных.
Окончил с серебряной медалью московскую школу № 125. В том же году поступил на филологический факультет МГУ, который окончил в 1969 году, выпускник кафедры классической филологии. В молодости увлекался журналистикой, публиковался в центральных газетах («Комсомольская правда», «Московская правда»), но выбрал византинистику. Поступил в аспирантуру Института истории СССР, где принимал участие в публикации серии источников по древнейшей истории СССР.
В 1976 году в Институте истории СССР защитил диссертацию на соискание учёной степени кандидата исторических наук по теме «Место „Хронографии“ Феофана в ранневизантийской исторической традиции (IV — начало IX вв.)» (специальности 07.00.02 — история СССР). В 1990 году там же защитил диссертацию на соискание учёной степени доктора исторических наук по теме «Политическая идеология Средневековья в сравнительно-историческом аспекте: Византия и Древняя Русь» (специальности 07.00.02 — история СССР, 07.00.05 — История международных отношений и внешней политики).
В 1992 году — преподаватель Тюбингенского университета. В 1996—2008 годах заведующий кафедрой древних языков исторического факультета МГУ. В 2006 году перешёл на основное место работы в Свято-Тихоновский университет, где заведовал кафедрой истории Древней Церкви и канонического права вплоть до своей кончины. Также сотрудничал с издательским центром «Православная энциклопедия», состоял в редколлегии журналов «Византийский временник» и «Вестник церковной истории».
Был членом Императорского православного палестинского общества, специального научного совета при Институте европейской истории права Общества Макса Планка (Франкфурт-на-Майне).
Скончался в подмосковной электричке при неясных обстоятельствах. По официальной версии, смерть наступила от сердечно-сосудистой недостаточности.
Похоронен на Преображенском кладбище в Москве.

## Научные труды
Автор более ста публикаций.
Монографии
- Хронография Феофана и ранневизантийская историографическая традиция IV—VIII вв. — М., 1976
- Византийские исторические сочинения: «Хронография» Феофана, «Бревиарий» Никифора: Тексты, перевод, комментарий / Отв. ред. В. Т. Пашуто. — М.: Наука, 1980. — 216 с. — (Древнейшие источники по истории народов СССР). — 8800 экз. (в пер.)
- Политическая идеология средневековья (Византия и Русь). — М.: Наука, 1991.
- Избранные труды : к 60-летию Игоря Сергеевича Чичурова. — Москва : Роль религий в истории, 2007. — 270 с.

Статьи
- О кавказском походе императора Ираклия // Восточная Европа в древности и Средневековье. М.: Наука, 1978. — С. 261—266
- Феофан Исповедник — публикатор, редактор, автор? // Византийский временник. 1981. — Т. 42. — С. 78-87.
- Место «Хронографии» Феофана в ранневизантийской историографической традиции (IV — нач. IX в.) // Древнейшие государства на территории СССР. — М., 1983. — С. 5-146.
- «Хождение апостола Андрея» в византийской и древнерусской церковно-идеологической традиции // Церковь, общество и гос-во в феод. России. — М., 1990. — С. 7-23
- АВЕЛЛАНОВО СОБРАНИЕ // Православная энциклопедия. — М., 2000. — Т. I : А — Алексий Студит. — С. 123. — 40 000 экз. — ISBN 5-89572-006-4.
- АВТОКРАТОР // Православная энциклопедия. — М., 2000. — Т. I : А — Алексий Студит. — С. 202. — 40 000 экз. — ISBN 5-89572-006-4.
- АГАФИЙ СХОЛАСТИК // Православная энциклопедия. — М., 2000. — Т. I : А — Алексий Студит. — С. 239. — 40 000 экз. — ISBN 5-89572-006-4.
- АГАФОН // Православная энциклопедия. — М., 2000. — Т. I : А — Алексий Студит. — С. 243. — 40 000 экз. — ISBN 5-89572-006-4.
- АЛЕКСАНДРИЙСКАЯ ПРАВОСЛАВНАЯ ЦЕРКОВЬ // Православная энциклопедия. — М., 2000. — Т. I : А — Алексий Студит. — С. 559-594. — 40 000 экз. — ISBN 5-89572-006-4. (часть статьи)
- АЛЕКСАНДРИЙСКАЯ ХРОНИКА // Православная энциклопедия. — М., 2000. — Т. I : А — Алексий Студит. — С. 594. — 40 000 экз. — ISBN 5-89572-006-4.
- АНОНИМ ВАЛЕЗИЯ // Православная энциклопедия. — М., 2001. — Т. II : Алексий, человек Божий — Анфим Анхиальский. — С. 473. — 40 000 экз. — ISBN 5-89572-007-2.
- АНОНИМ ЦЕРКОВНЫЙ // Православная энциклопедия. — М., 2001. — Т. II : Алексий, человек Божий — Анфим Анхиальский. — С. 475. — 40 000 экз. — ISBN 5-89572-007-2.
- АНТИОХИЙСКАЯ ПРАВОСЛАВНАЯ ЦЕРКОВЬ // Православная энциклопедия. — М., 2001. — Т. II : Алексий, человек Божий — Анфим Анхиальский. — С. 501-529. — 40 000 экз. — ISBN 5-89572-007-2.
- АФАНАСИЙ I ВЕЛИКИЙ // Православная энциклопедия. — М., 2002. — Т. IV : Афанасий — Бессмертие. — С. 22-49. — 39 000 экз. — ISBN 5-89572-009-9. (часть статьи)
- БЕК // Православная энциклопедия. — М., 2002. — Т. IV : Афанасий — Бессмертие. — С. 461-462. — 39 000 экз. — ISBN 5-89572-009-9.
- ВИЗАНТИЙСКАЯ ИМПЕРИЯ. ЧАСТЬ I // Православная энциклопедия. — М., 2004. — Т. VIII : Вероучение — Владимиро-Волынская епархия. — С. 125-181. — 39 000 экз. — ISBN 5-89572-014-5. (некоторые разделы)
- ВИЗАНТИНОВЕДЕНИЕ // Православная энциклопедия. — М., 2004. — Т. VIII : Вероучение — Владимиро-Волынская епархия. — С. 388-401. — 39 000 экз. — ISBN 5-89572-014-5.